# Fabrizio Donato
Fabrizio Donato (ur. 14 sierpnia 1976 w Latinie) – włoski lekkoatleta specjalizujący się w trójskoku.
Pięciokrotny uczestnik igrzysk olimpijskich – Sydney 2000, Ateny 2004, Pekin 2008, Londyn 2012 (brązowy medal) oraz Rio de Janeiro 2016. Sześć razy startował w halowych mistrzostwach świata (w latach 2001–2010). Dwukrotny zwycięzca pucharu Europy (2003 i 2006). Zdobywca złotego medalu igrzysk śródziemnomorskich w 2001. W 2009 zdobył tytuł halowego mistrza Europy. Halowy mistrz kraju w latach 1998, 1999, 2001, 2002, 2003, 2004, 2006, 2007, 2008, 2009 i 2010 oraz 1999 i 2011 – w skoku w dal). Sześć razy zdobywał złoto mistrzostw Włoch na stadionie (2000, 2004, 2006, 2007, 2008 i 2011). Srebrny medalista halowych mistrzostw Europy w Belgradzie (2017).
Lekkoatletykę uprawiała także jego żona – Patrizia Spuri (sprinterka).

## Rekordy życiowe
- Trójskok (stadion) – 17,60 (7 czerwca 2000, Mediolan) rekord Włoch / 17,63w (30 czerwca 2012, Helsinki)
- Trójskok (hala) – 17,73 (6 marca 2011, Paryż) były rekord Włoch, 10. wynik w historii światowej lekkoatletyki
- Skok w dal (stadion) – 8,00 (2006)
- Skok w dal (hala) – 8,03 (2011)